# Libuše Vévodová
Libuše Vévodová (* 21. května 1957 Svitavy) je česká politička a vysokoškolská učitelka, v letech 2020 až 2024 zastupitelka Pardubického kraje, v letech 2010 až 2022 zastupitelka města Svitavy, členka Pirátů.

## Život
Po absolvování gymnázia ve Svitavách vystudovala Pedagogickou fakultu Univerzity Jana Evangelisty Purkyně v Brně (dnes Masarykova univerzita) (získala titul Mgr.). Při studiích působila jako vychovatelka ve školní družině, učila na prvním i druhém stupni základní školy. Později se stala středoškolskou učitelkou matematiky na svitavském gymnáziu.
Libuše Vévodová žije ve městě Svitavy, konkrétně v části Předměstí.

## Politické působení
O politické dění se zajímala od sametové revoluce v roce 1989, kdy spoluzakládala stávkový výbor a Občanské fórum ve Svitavách. Po parlamentních volbách v roce 1990 se plně věnovala rodině a zaměstnání.
Do politiky se vrátila, když byla v komunálních volbách v roce 2010 zvolena jako nezávislá za subjekt „Naše Svitavy“ zastupitelkou města Svitavy. Mandát zastupitelky města obhájila i ve volbách v roce 2014 (opět jako nezávislá za subjekt „Naše Svitavy“) a ve volbách v roce 2018 (již jako členka Pirátů a lídryně kandidátky „PIRÁTI A NEZÁVISLÍ SVITAVY“). Ve volbách v roce 2022 již nekandidovala.
V krajských volbách v roce 2020 byla zvolena za Piráty zastupitelkou Pardubického kraje.
Ve volbách do Poslanecké sněmovny PČR v roce 2017 kandidovala za Piráty v Pardubickém kraji, ale neuspěla (skončila jako druhá náhradnice). Ve volbách do Poslanecké sněmovny PČR v roce 2021 kandiduje jako členka Pirátů na 3. místě kandidátky koalice Piráti a Starostové v Pardubickém kraji.
V krajských volbách v září 2024 obhajovala jako členka Pirátů post zastupitelky Pardubického kraje. Strana však získala pouze 3,64 % hlasů, do krajského zastupitelstva se nedostala a Vévodová tak mandát krajské zastupitelky neobhájila.